# توريخونسيلو ديل ري
بلدية توريخونسيلو ديل ري (بالإسبانية: Torrejoncillo del Rey)‏، هي إحدى بلديات مقاطعة قونكة إحدى مقاطعات إسبانيا، و التي تقع في منطقة قشتالة لا منتشا وسط البلاد، و المائلة لجهة الشرق من إسبانيا.
يبلغ عدد سكانها 621 نسمة وفقاً لإحصائية سنة (2007).

## أعلام
- ألونسو دي أوخيدا